# Odd Girl Out
Odd Girl Out is een film uit 2005 onder regie van Tom McLoughlin. De film is gebaseerd op de succesroman van Rachel Simmons.

## Verhaal
Vanessa Snyder is een populaire meid op school en is al heel haar leven de beste vriendin van de populairste Stacey Larkin. Stacey blijkt verliefd te zijn op Tony, maar Vanessa is dit ook. Ze probeert dit niet te laten merken wanneer Stacey dit onthult en probeert de twee te koppelen. Echter, wanneer ze hiervoor op Tony afstapt, bekent hij verliefd te zijn op haar!
Meeloper Nikki betrapt haar en denkt dat ze aan het flirten is met Tony. Dit vertelt ze door aan Stacey. Al snel beginnen de twee het leven van Vanessa zuur te maken. Ze halen gemene grappen uit, vernederen en kleineren haar, verspreiden roddels en zetten iedereen tegen haar op. Dit komt erg hard aan voor Vanessa en al snel wordt het van kwaad tot erger. Haar leven wordt een levende hel.
Buitenbeentje Emily probeert haar te steunen, net zoals haar liefhebbende moeder, die hetzelfde had meegemaakt toen zij jong was. Toch lijkt ze niks anders te kunnen doen dan aanzien hoe haar dochter steeds meer gedeprimeerd wordt.

## Rolverdeling
| Acteur           | Personage      |
| ---------------- | -------------- |
| Alexa Vega       | Vanessa Snyder |
| Lisa Vidal       | Barbara        |
| Leah Pipes       | Stacey Larkin  |
| Elizabeth Rice   | Nikki          |
| Alicia Morton    | Tiffany        |
| Shari Dyon Perry | Emily          |
| Rhoda Griffis    | Denise         |
| Chad Biagini     | Tony           |